# Stadtturm (Straubing)

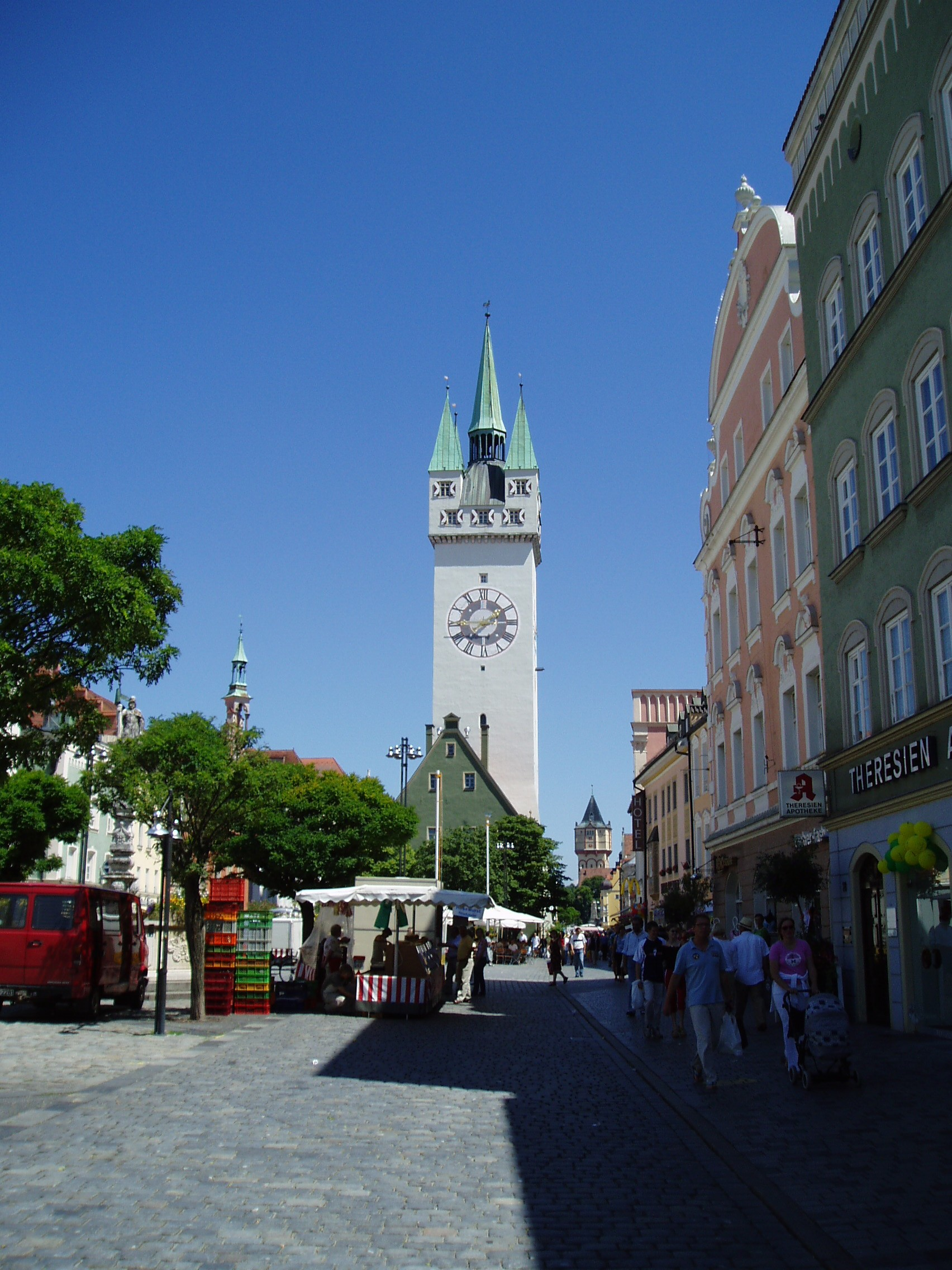
Der Straubinger Stadtturm von Westen gesehen

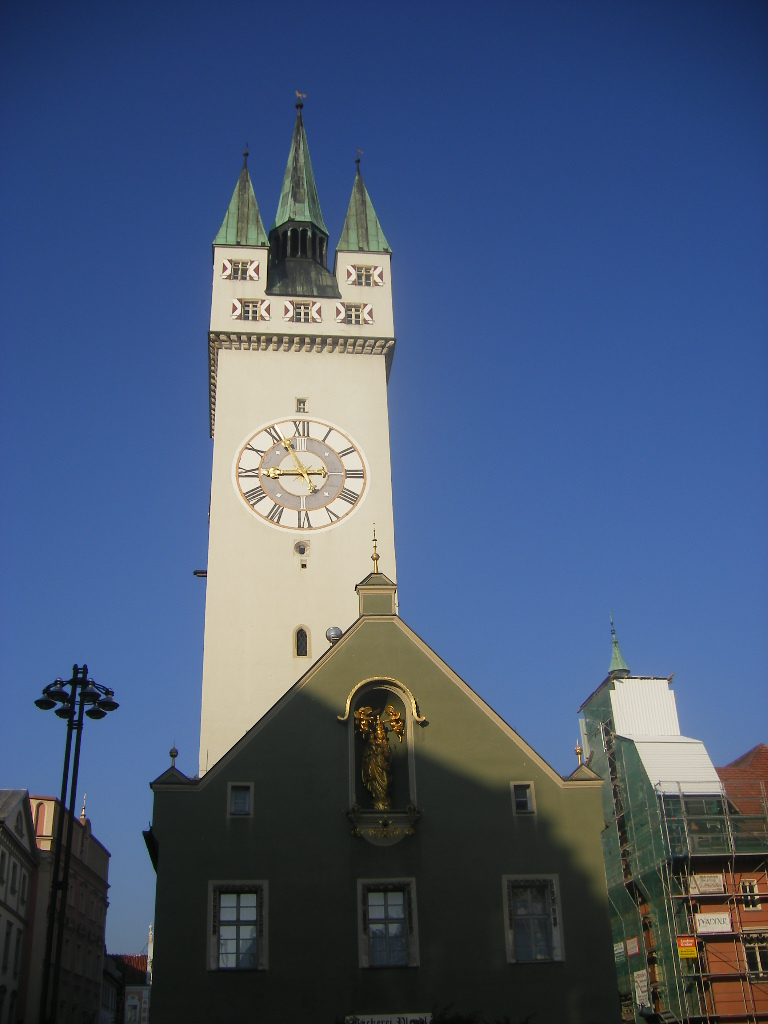
Stadtturm vom Ludwigsplatz aus gesehen.

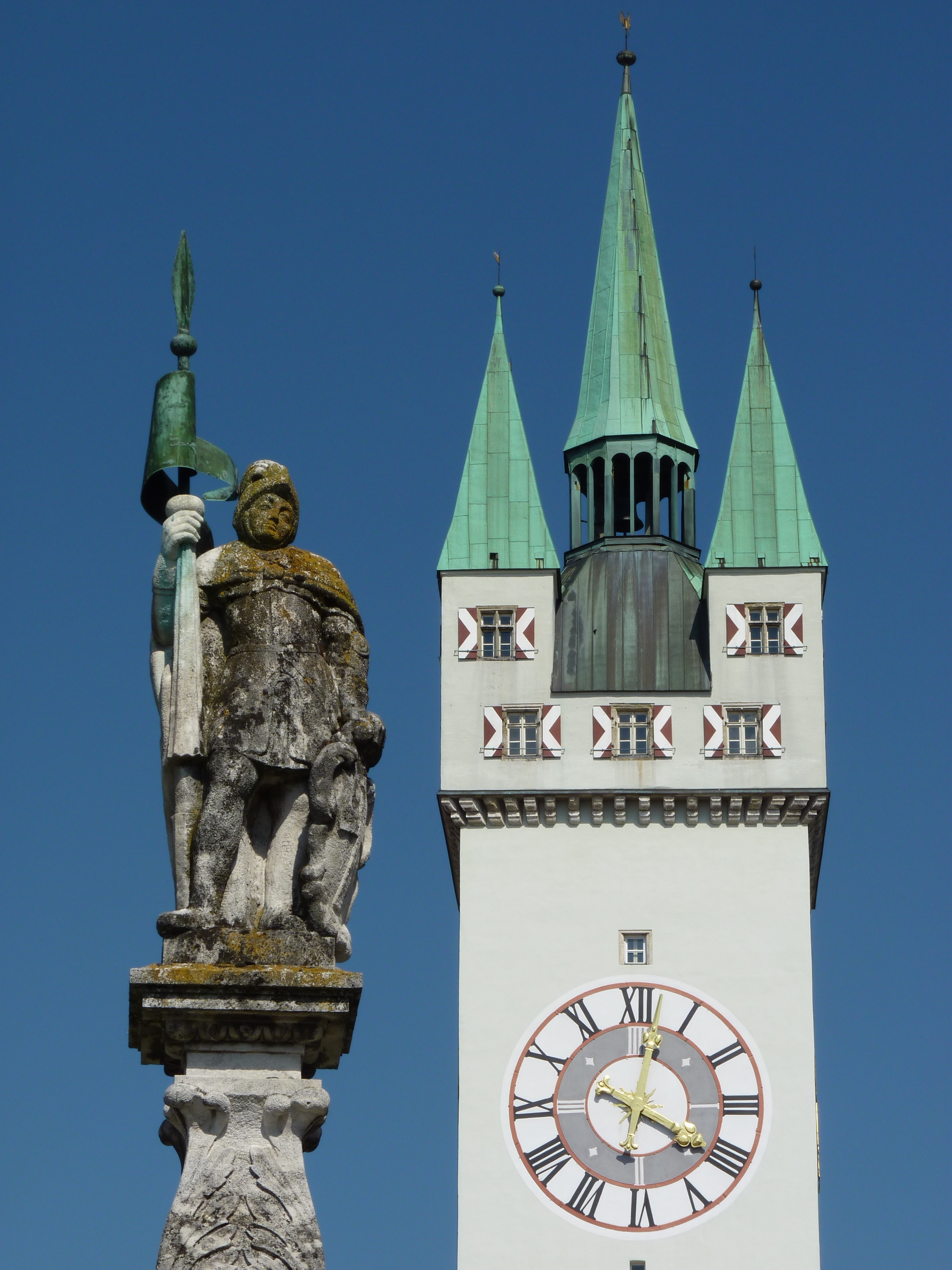
Stadtturm, im Vordergrund Tiburtiusbrunnen vom Theresienplatz

Der Straubinger Stadtturm ist ein 68 Meter hoher mittelalterlicher Wachturm. Er befindet sich in der Mitte des Stadtplatzes und gilt als Wahrzeichen der Stadt Straubing.

## Bauwerk
Der Stadtturm in Straubing wurde als Wach- und Feuerturm gebaut. Untypisch für einen Wachturm ist seine Lage mitten in der Stadt, unabhängig von der Stadtbefestigung. Er befindet sich in der Mitte des Stadtplatzes, eines gut 600 Meter langen Straßenmarktes, und teilt diesen in Ludwigsplatz und Theresienplatz.
Begründet ist seine Lage unter anderem darin, dass vom Turm aus die Donau überwacht werden musste, da von den vorbeifahrenden Schiffen Zölle erhoben wurden. Zum anderen diente er als Feuerturm und bot somit vom zentralen und höchsten Ort einen guten Überblick über die gesamte mittelalterliche Stadt. Die im Stadtturm befindliche Glocke, die auch schon im Mittelalter als Feuerglocke diente, wurde 1406 in Regensburg von Hanns Paier gegossen. Diese trägt auch eine Inschrift, sie lautet: „Ich künd euch die Zeit, die Gott uns Tag und Nacht geit (gibt)“. Sie zählt zu den ältesten Glocken Deutschlands.

## Entstehung
Die Grundsteinlegung erfolgte 1316. Zwischen 1379 und 1393, zur Zeit des Herzogtums Straubing-Holland, unter der Regentschaft Albrechts II., wurde der achtgeschossige Turm vorerst fertiggestellt. Jedoch wurde er bis ins 16. Jahrhundert ausgebaut, unter anderem wurden die Türmerwohnung und die vier charakteristischen Ecktürme später ergänzt. Anfangs hatte der Stadtturm nur drei Stockwerke und war mit einer Sturmglocke ausgestattet. Als die Stadt mit ihren Gebäuden und Kirchen in die Höhe wuchs, wurde auch der Stadtturm aufgestockt. Ursprünglich stand er frei und ohne Anbauten auf dem Stadtplatz und konnte von allen Seiten durchschritten werden. Diese wurden erst im 15. Jahrhundert hinzugefügt, teils um dem Turm einen besseren Halt zu geben, teils um Räumlichkeiten für die Stadtverwaltung zu schaffen. Damals waren in den Anbauten unter anderem die Stadtwache, Amtswaage, Brothaus, Ratstrinkstube, Pflasterzollbüro und einige Zeit sogar ein Theater untergebracht.
Um zu gewährleisten, dass der Turm nicht einstürzt, wurde er schon in gotischer Zeit mit Pfeilern verstärkt. Mitte des 17. Jahrhunderts gab es große Risse am Turm indessen Folge er 1646 mit Schlaudern (Metallbügel) fixiert wurde, welche ihm immer noch Halt geben. Doch noch heute kann man eine deutliche Neigung des Turms nach Süden sehen.

## Der „Türmer“
Im obersten Geschoss des Turms wohnte Straubings „oberster Beamter“, der Stadttürmer bzw. Wächter. Dieser musste bei Amtsantritt einen umfangreichen Eid schwören, der ihm treueste Pflichterfüllung abverlangte. Neben seiner Haupttätigkeit, nach Feuern Ausschau zu halten, musste er unter anderem auch melden, dass sich mehr als drei Wanderer den Stadttoren näherten. Wenn ein Schiff von der Donau kam, war es seine Aufgabe, eine rote Fahne auszuhängen und als Zeichen für die „Mauther“ den fälligen Zoll einzutreiben. Aus Sicherheitsgründen hatte er zudem die Pflicht, nach jedem Stundenschlag der Uhr die Schläge mit einem Hammerschlag auf der Glocke zu wiederholen, um sicherzugehen, dass er auf seinem Posten ist. Der letzte Türmer verließ 1930 seinen Posten.

## Der Stadtturm heute
Der Stadtturm bildet mit seinen fünf Spitzen ein markantes Merkmal in der Silhouette der Stadt Straubing, in der auch die Jakobskirche, die Karmelitenkirche und der Wasserturm auffallende Bauwerke sind.
Der Stadtturm wird auch von nahe liegenden Geschäften und Läden als Werbeobjekt benutzt.
Seit der Renovierung 1986 wird wieder der Brauch des Neujahranblasens begangen. Die Gruppe der Straubinger Turmbläser spielt seither am Neujahrstag vom Stadtturm aus, wie dies auch schon in den vergangenen Jahrhunderten geschah.
Der Stadtturm kann im Rahmen der Stadtführung „Über den Dächern von Straubing“ besichtigt und bis zur Aussichtsebene in der alten Türmerstube bestiegen werden, von der sich ein guter Blick auf die mittelalterliche Stadtanlage und das Umland bietet.